# Bokel (Wiefelstede)

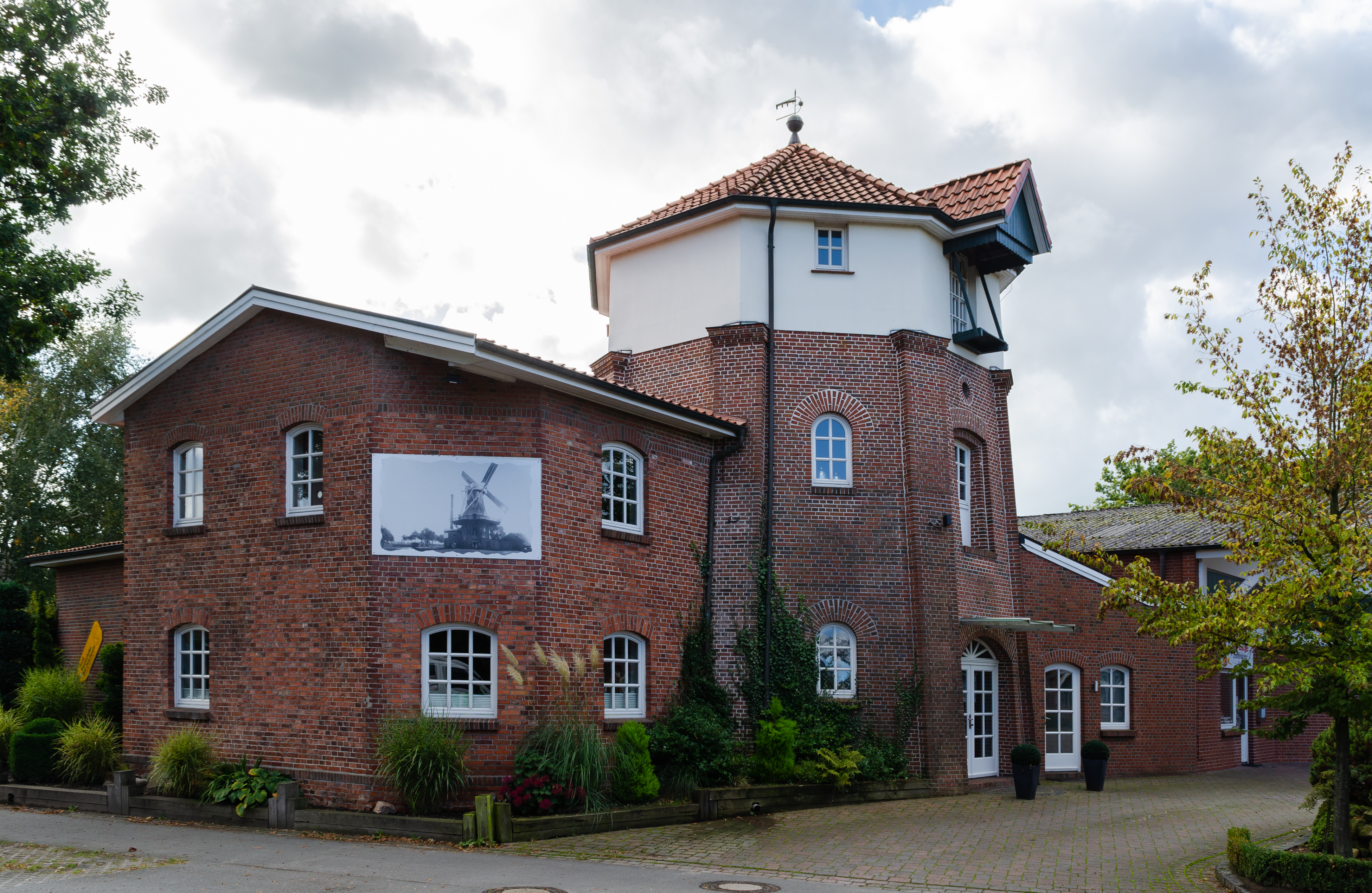
Ehemalige Windmühle in Bokel (2019)

Bokel ist ein Ortsteil der Gemeinde Wiefelstede im Landkreis Ammerland in Niedersachsen.

## Geographie und Verkehrsanbindung
Die Bauerschaft liegt etwa 3 km südöstlich von Wiefelstede. Die  L 824 durchquert den Ort und bietet so eine gute Anbindung nach Wiefelstede und auch in die Stadt Oldenburg. Bokel ist durch eine Buslinie des VBN an Conneforde, Wiefelstede und Oldenburg angebunden.

## Bokeler Burg
Die in östlicher Richtung, nahe bei Rastede liegende Bokeler Burg (1531 Bokelerborch) ist eine Ringwallanlage an der Friesischen Heerstraße. Sie ist das älteste oberirdisch erkennbare Kulturdenkmal im Ammerland. Im frühen Mittelalter war hier der Gerichtssitz des gesamten Ammergaus, später nur noch für das Amt Rastede. Es spricht einiges dafür, dass die Bokeler Burg das Machtzentrum des ersten namentlich bekannten Oldenburger Grafen Huno war. Sie wäre damit die Keimzelle der Grafschaft Oldenburg. Die Burg wurde zumindest sporadisch bis zur Mitte des 11. Jahrhunderts genutzt.